# Henry Courtenay, 1. Marquess of Exeter

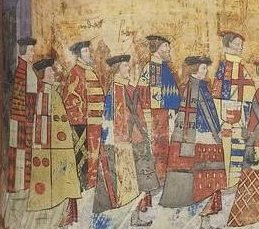
Henry Courtenay (2. v. l.) als Ritter des Hosenbandordens, 1535

Henry Courtenay, 1. Marquess of Exeter KG (* ca. 1498; † 9. Dezember 1538 in London) war ein englischer Adliger und Höfling unter der Herrschaft von König Heinrich VIII. Über seine Mutter Katherine of York, eine jüngere Schwester der Elizabeth of York, war Henry Courtenay Heinrichs Cousin und ein nahe mit dem Haus York verwandter Fürst, weshalb er einen Platz in der englischen Thronfolge hatte. Zunächst ein enger Freund und Vertrauter des Königs, erregte Henry Courtenay durch seine Sympathien für die verstoßene Katharina von Aragon und ihre Tochter Maria das Misstrauen seines Vetters. Im Rahmen der nach ihm benannten Exeter-Verschwörung wurde er verhaftet und wegen Hochverrats hingerichtet.

## Kindheit und Jugend

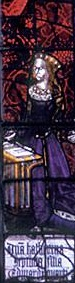
Katherine of York

Henry Courtenay wurde zwischen 1498 und 1499 als ältester überlebender Sohn des William Courtenay und der Katherine of York geboren. Sein Großvater Edward Courtenay of Boconnoc hatte sich 1485 gegen Richard III. gestellt und war zu Heinrich Tudor übergelaufen, weshalb dieser ihm nach seiner Krönung den Titel des Earl of Devon verlieh. Dessen Sohn William Courtenay, Henrys Vater, gehörte zunächst zu den Favoriten des neuen Königs, der seine Schwägerin mit ihm verheiratete. Henry wuchs mit seinen Geschwistern Margaret und Edward auf dem Land in Havering-atte-Bower in Essex auf, einer alten königlichen Residenz, die zum Wittum der Königin gehörte.
Durch eine mutmaßliche Konspiration mit Edmund de la Pole, 3. Duke of Suffolk fiel sein Vater William 1502 jedoch in Ungnade und wurde im Tower of London inhaftiert. Im Juli desselben Jahres starb Henrys kleiner Bruder Edward. Henry und seine Familie wurden daraufhin von seiner Tante Elizabeth of York unterstützt, die ihnen regelmäßig Kleidung, Essen, Diener und Ammen zur Verfügung stellte und diese aus eigener Tasche bezahlte. Sie holte die beiden Kinder schließlich nach London an den Hof, wo sie ihre eigenen Gemächer erhielten. Aus der königlichen Buchhaltung geht hervor, dass Henry kurz nach seiner Ankunft krank wurde und seine Tante die hohe Summe von 10 Schillingen für seine Medikamente bezahlte. Sein Tutor wurde Giles Duwes, der auch Elizabeths Kinder in Französisch unterrichtete. Möglicherweise wurde Henry gemeinsam mit seinem Cousin Heinrich erzogen, denn unter dessen Regierung beschrieb man ihn als „den nahen Verwandten des Königs“, der „von klein auf mit seiner Majestät in dessen Gemächern aufwuchs“.
Nach Heinrichs Thronbesteigung besserte sich die Situation der Familie schlagartig. William Courtenay wurde aus dem Gefängnis entlassen und 1511 zum Earl of Devon gemacht, starb jedoch bereits einen Monat später, woraufhin Henry den Titel erbte. 1514 gehörte er zum Gefolge seiner Cousine Mary Tudor in Frankreich und wurde von Ludwig XII. für die politischen Verhandlungen ausgewählt. Auch Heinrich behandelte seinen Cousin bevorzugt und nahm ihn in den engen Kreis seiner persönlichen Freunde und Favoriten auf. Unter anderem wird um 1519 eine Schneeballschlacht zwischen den beiden bezeugt. Auch freundete Henry sich mit Charles Brandon, 1. Duke of Suffolk an, mit dem er mitunter gemeinsam zu Abend aß. Als er 1520 volljährig wurde, nahm Heinrich ihn offiziell als Gentleman der Privy Chamber auf, womit Henry unbeschränkten Zutritt zum König hatte. Bei Hofe machte er sich bald einen Namen im Tjost, so dass er 1520 gemeinsam mit Charles Brandon und dem Marquess of Dorset beim Treffen des Camp du Drap d’Or im Turnier brillierte. Auch für den Besuch Karls V. in England zeigten die drei ihre Künste.

## Aufstieg
Wie hoch Henry in der Gunst seines Vetters stand, zeigte sich unter anderem an den Ehrenbezeugungen, mit denen der König ihn überhäufte. So wurde Henry 1521 in den prestigeträchtigen Hosenbandorden aufgenommen und vier Jahre später zum Konstabler von Windsor gemacht. Zu Fronleichnam desselben Jahres geleiteten Charles Brandon und Dorset Henry zeremoniell in die Gegenwart des Königs, der ihm den Titel des Marquess of Exeter verlieh. Am selben Tag wurden auch Henry Fitzroy und Henry Brandon adlige Würden verliehen. Durch Kardinal Wolseys Umstrukturierung des königlichen Haushaltes im Jahr 1526 hätte Henry Courtenay wie sein Kamerad Francis Bryan seinen Posten in den königlichen Privatgemächern verloren, doch in seinem Fall widersetzte sich der König dem Kardinal. Heinrich bestand darauf, Henry in seinen Diensten zu behalten und Wolsey musste nachgeben. Es war der einzige Fall während der Umstrukturierung, bei dem der Kardinal sich nicht durchsetzen konnte.

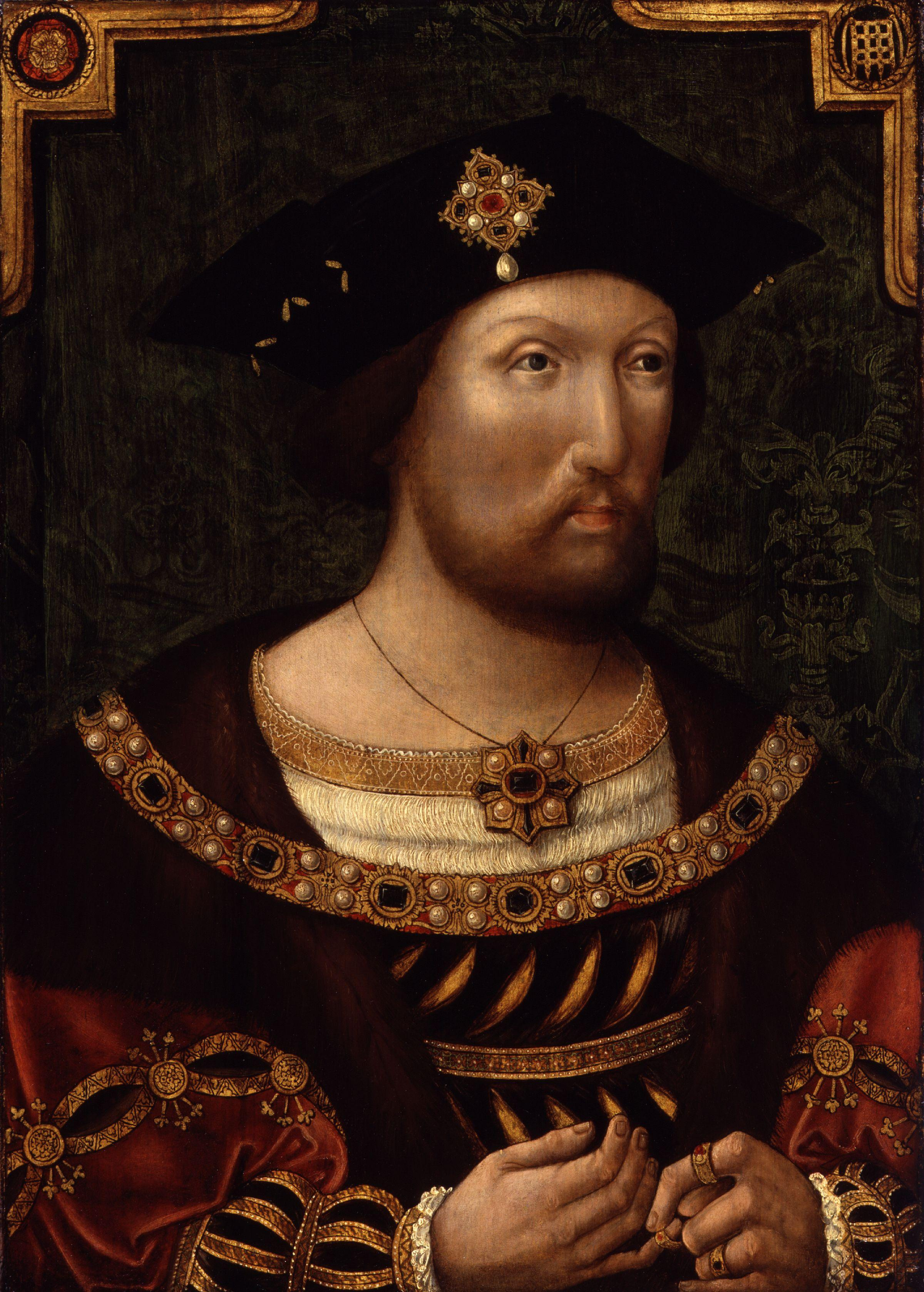
Heinrich VIII., ca. 1523

Trotz dieser Erhebungen war Courtenay finanziell jahrelang von seinem Cousin abhängig, da sein vollständiges Erbe ihm erst mit dem Tod seiner Mutter zustand. Der König zeigte sich auch hier großzügig und übertrug seinem jungen Verwandten Ländereien in Cornwall, Kent und Devon. Auch sorgte er dafür, dass Courtenay nach der Hinrichtung Edward Staffords, 3. Duke of Buckingham die Londoner Villen des Verurteilten zugesprochen bekam. Nach dem Tod seiner Mutter vergrößerte sich Henry Courtenays Besitz um 34 Häuser in Devon, zwölf Häuser in Cornwall und sechzehn zwischen Dorset und Hampshire. Damit stieg er zu einem bedeutenden Lokalmagnaten auf. Dennoch hielt er sich eher selten in Devon und Cornwall auf und überließ die Regionen seinen Verwaltern. Der Stammsitz seiner Familie wurde stattdessen West Horsley in Surrey. Lediglich 1531 griff Courtenay in Cornwall mit Waffengewalt in einen privaten Streit seines Schwiegervaters ein und erhielt eine hohe Entschädigungssumme von einem Bewohner Cornwalls.
Bereits im Juni 1515 hatte Courtenay sich zum ersten Mal verheiratet. Seine Braut war die zehnjährige Elizabeth Grey Baroness Lisle, das ehemalige Mündel Charles Brandons, deren Vormundschaft von Henrys Mutter gekauft worden war. Da Mädchen erst mit zwölf Jahren als heiratsfähig galten, ist es möglich, dass die Ehe zunächst nur auf dem Papier bestand. Elizabeth starb bereits vier Jahre später und Henry heiratete Gertrude, Tochter des William Blount, 4. Baron Mountjoy, der ein Kammerherr der Königin Katharina von Aragón war. Gertrude selbst war Katharina treu ergeben und war wie ihr Ehemann überzeugt katholisch. Die Courtenays waren bekannt und berühmt für ihre Liebe zur Musik. Sie besaßen mehrere Instrumente und waren Förderer von Sängern und Musikanten. Ihr erster Sohn Henry starb bereits früh, so dass ihr zweiter Sohn Edward ihr einziger Erbe war.

## Politische Aktivitäten
Das Vertrauen des Königs verschaffte Courtenay nicht nur Ämter und Würden, sondern auch besondere Aufträge. 1525 wurde er als Botschafter nach Frankreich gesandt, um mit Karl V. zu verhandeln und schaffte es, die Freilassung des französischen Königs Franz I. zu erreichen. Durch seine Sympathien für Katharina von Aragon gehörte Courtenay allerdings nicht zu den Befürwortern der neuen Königin Anne Boleyn. Stattdessen war er ein bekannter Freund der Prinzessin Maria, obwohl er sich nach außen hin konform verhielt und Heinrich in seinem Streben nach einer Scheidung unterstützte. Er gehörte zu den Unterzeichnern des Briefes an Papst Clement VII., der 1531 die Annullierung der Ehe zwischen Heinrich und Katharina forderte. Auch gehörte er zu den Bevollmächtigten, die Katharina entthronten.

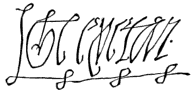
Henry Courtenays Unterschrift

Während der Intrige gegen Anne Boleyn tat sich Courtenay mit dem Lordsiegelbewahrer Thomas Cromwell zusammen und war Mitglied der Jury bei der Gerichtsverhandlung der Königin. Doch selbst nach Anne Boleyns Tod machte der König die von ihm getroffenen Änderungen in der Thronfolge und der Religionspolitik nicht rückgängig. Heinrich bestand darauf, dass Maria ihre eigene Illegitimität offiziell anerkannte, was die Prinzessin verweigerte. Um sie unter Druck zu setzen, attackierte der König stattdessen ihre Freunde unter den Adligen, was zu Henry Courtenays Entlassung aus der Privy Chamber führte.
Thomas Cromwell selbst behauptete, Courtenay hätte versucht Maria wieder in die Thronfolge einzugliedern. Um sich in den Augen des Königs zu rehabilitieren, war Courtenay gezwungen sich den Streitkräften gegen die Pilgrimage of Grace im Herbst 1536 anzuschließen, obwohl er selbst ähnliche Ideale vertrat wie die Rebellen. Dennoch gewann seine Familie das Vertrauen des Königs zurück, denn bei der Taufe des neugeborenen Prinzen Eduard VI. am 15. Oktober 1537 trug Gertrude Courtenay den Säugling und Henry Courtenay vertrat den König, der entsprechend der Tradition der Zeremonie fernblieb.

## Sturz und Hinrichtung

Henry Courtenays Wappen

Trotz der wiedergewonnenen Gunst des Königs blieben die Spannungen zwischen Courtenay und Cromwell bestehen. 1537 ging das Gerücht um, Courtenay hätte Cromwell mit einem Dolch niedergestochen und wäre dafür verhaftet worden. Courtenays stetig wachsende Macht im Westen Englands und sein Einfluss auf den König war Cromwell suspekt. Gleichzeitig verachtete Courtenay Cromwell, der aus einfachen Verhältnissen stammte und beobachtete Cromwells Reformation sehr misstrauisch. Möglicherweise meinte er Cromwell, als er zu seinem Freund und Verwandten Henry Pole Lord Montague im Jahr 1536 sagte: „Ich bin mir sicher, dass wir eines Tages über diese Schurken triumphieren werden, die den König kontrollieren.“ Zusätzlich gab es Hinweise darauf, dass er in Kontakt mit Henrys Bruder Reginald Pole stand, der sich Heinrich zum unversöhnlichen Feind gemacht hatte. Hinzu kam die wachsende Furcht des Königs vor möglichen Rivalen für seinen Sohn Eduard. Durch seine diversen Eheschließungen bestanden Zweifel an der Legitimität seiner drei Kinder. Illegitime Kinder konnten nicht erben und somit konnte die Krone nach seinem Tod an seinen entfernteren Verwandten gehen – Henry Courtenay.
Anfang November 1538 wurde Courtenay gemeinsam mit seiner Familie, der Familie Pole und seinem Freund Sir Edward Neville verhaftet. Auslöser hierfür waren Aussagen von Geoffrey Pole, der ihn in diversen Verhören belastet hatte. Zusätzlich hatte Cromwell in Devonshire und Cornwall erfahren, dass Courtenay damals 1531 die Bewaffneten nicht gesammelt hätte, um seinem Schwiegervater beizustehen, sondern um sich zu Heinrichs Thronfolger erklären zu lassen. Auch gab es Gerüchte darüber, dass in Cornwall ein spezielles Banner für ihn angefertigt worden war, das in den Dörfern herumgetragen wurde, um zur Rebellion gegen die Krone aufzurufen. Obwohl Courtenay im viktorianischen Zeitalter aufgrund dieser Gerüchte als großer Unruhestifter und Rädelsführer in Devonshire betrachtet wurde, sind moderne Historiker der Ansicht, dass Courtenay keine Rebellion geplant hatte. Zum einen war er zu selten in Devonshire und Cornwall, um genügend Einfluss für die Aushebung einer Armee zu gewinnen und zum anderen verdankte er seinen Reichtum einzig und allein der Freundschaft seines Cousins.
Courtenays Sympathien für die Poles und Prinzessin Maria hatte ihn verwundbar gemacht und Indizien und Verleumdungen gegen ihn und seine Freunde wurden zur sogenannten Exeter-Verschwörung zusammengefasst. Ihren Namen erhielt sie von Courtenays Titel als Marquess von Exeter und stempelte ihn somit als den Hauptschuldigen ab. Am 3. Dezember 1538 mussten sich Henry Courtenay, Henry Pole Lord Montague, dessen Bruder Geoffrey Pole und Sir Edward Neville vor Gericht verantworten. Obwohl alle mit Ausnahme von Geoffrey auf „nicht schuldig“ plädierten und die Anklage sich auf bloße Gerüchte stützte, wurden sie des Hochverrats für schuldig befunden und zum Tode verurteilt. Sechs Tage später, am 9. Dezember 1538, wurde Henry Courtenay gemeinsam mit Montague und Neville auf Tower Hill enthauptet. Seine Frau Gertrude blieb für 18 Monate in Haft, sein Sohn Edward wurde erst unter Königin Maria aus dem Tower entlassen. Sein gesamter Besitz wurde von der Krone konfisziert, sogar das Spielzeugschwert seines Sohnes.

## Nachkommen
Die Ehe mit Elizabeth Grey blieb kinderlos, aus der Ehe mit Gertrude Blount gingen zwei Kinder hervor:
- Henry Courtenay, als Kind verstorben
- Edward Courtenay, 1. Earl of Devon (1526–1556)